# Ucrânia nos Jogos Olímpicos de Inverno de 1998
A Ucrânia mandou 56 competidores que disputaram dez modalidades nos Jogos Olímpicos de Inverno de 1998, em Nagano, no Japão. A delegação conquistou 1 medalha no total, sendo uma de prata.